# Катедза, Румби
Румби Катедза (англ. Rumbi Katedza, род. 17 января 1974, Зимбабве) — зимбабвийский кинопродюсер и режиссёр.

## Ранние годы и образование
Она получила начальное и среднее образование в Хараре, Зимбабве. Катедза получила степень бакалавра искусств по английскому языку в Университете Макгилла, Канада, в 1995 году. В 2008 году Катедза получила стипендию Чивнинг, которая позволила ей продолжить обучение киноискусству. Она также имеет степень магистра кинопроизводства Голдсмитс-колледжа Лондонского университета.

## Работа и фильмография
Катедза имеет опыт в кино- и телепроизводстве, режиссуре, написании сценариев, а также в продюсировании и представлении радиопередач. С 1994 по 2000 год она продюсировала и вела радиопередачи на темы женщин, искусства и культуры, хип-хопа и эйсид-джаза для CKUT (Монреаль) и ZBC Radio 3 (Зимбабве). С 2004 по 2006 год она работала директором Зимбабвийского международного кинофестиваля. Находясь там, она продюсировала сериал Postcards from Zimbabwe. В 2008 году Катедза основала компанию Mai Jai Films и сняла множество фильмов и телепрограмм под этим брендом, а именно:
- Tariro (2008)[8];
- Big House, Small House (2009);
- The Axe and the Tree (2011);
- The Team (2011)[9];
- Playing Warriors (2012)[10].

К её ранним работам относятся:
- Danai (2002)[5];
- Postcards from Zimbabwe (2006);
- Trapped (2006 – Rumbi Katedza, Marcus Korhonen);
- Asylum (2007)[4];
- Insecurity Guard (2007)[4].

Румби Катедза — внештатный преподаватель Университета Зимбабве на факультете театрального искусства. Она является судьёй и наблюдателем Национальной премии за заслуги перед искусством, отвечая за мониторинг новых фильмов и телепрограмм в течение года от имени Национального совета искусств Зимбабве. Она также лоббировала в правительстве Зимбабве, чтобы оно активно поддерживало киноиндустрию.